# Saint-Hilaire, Haute-Garonne

Saint-Hilaire este o comună în departamentul Haute-Garonne din sudul Franței. În 2009 avea o populație de 1.082 de locuitori.

## Evoluția populației
| An        | 1975 | 1982 | 1990 | 1999 | 2006 | 2009  |
| --------- | ---- | ---- | ---- | ---- | ---- | ----- |
| Populație | 389  | 459  | 504  | 708  | 932  | 1.082 |